# 東近江市蒲生医療センター
東近江市蒲生医療センター（ひがしおうみしがもういりょうセンター）は、滋賀県東近江市にある市立の診療所である。

## 沿革
- 1955年（昭和30年）4月 - 蒲生郡朝日野村・桜川村が合併し、蒲生郡蒲生町となり、旧村診療所を引き継ぎ開設。
- 1974年（昭和49年）11月 - 本館竣工。
- 2006年（平成18年）1月 - 市町合併により東近江市立蒲生病院となる。
- 2013年（平成25年）4月 - 有床（19床）診療所となり、現在の名称に変更。
- 2015年（平成27年）3月 - 新棟に移転。
- 2020年（令和2年）2月 - 医療法人社団昴会が指定管理者となる。

## 診療科
- 内科（総合診療科）
- 外科
- 整形外科
- 小児科
- 眼科
- 耳鼻咽喉科
- 脳神経外科
- リハビリテーション科
- 放射線科

## アクセス
自動車
- 名神高速道路蒲生SICより8分、八日市ICより20分、竜王ICより20分。

バス
- 近江鉄道バス（長峰線）東近江蒲生医療センター停留所下車、徒歩5分。

電車
- 近江鉄道本線（水口・蒲生野線）桜川駅より徒歩7分。

## 巡回バス
平日は昴会（当院の指定管理者）の巡回シャトルが運行される。なお、本数はＡ巡回・Ｂ巡回とも1日に3便ずつ（ともに片方向。本数は午前2便、午後1便）であるが、患者以外の乗車はできない。
- Ａ巡回：日野記念病院 → 蒲生医療センター → 八日市駅 → 能登川病院 → 湖東記念病院 → 蒲生医療センター → 日野記念病院
- Ｂ巡回：蒲生医療センター → 日野記念病院 → 湖東記念病院 → 能登川病院 → 八日市駅 → 蒲生医療センター